# Филлипс-Гей, Джейн
Джейн Генриетта Филлипс-Гей (англ. Jane Phillips-Gay; 2 ноября 1913, Джорджтаун, Британская Гвиана — 21 февраля 1994, Джорджтаун, Гайана) — гайанская правозащитница, политик и профсоюзный деятель.

## Биография
Афро-гайанского происхождения. В 1933 году была рукоположена в качестве баптистского проповедника на Барбадосе. Была членом Африканской ассоциации развития, гайанской организации, созданной в 1938 году для расширения возможностей и улучшения жизни афрогайанцев.
В 1948 году Филлипс-Гей стал помощником генерального секретаря Гайанского профсоюза промышленных рабочих (GIWU). В 1949 году избрана генеральным секретарём GIWU.
Защитница прав женщин и детей. В 1953 году — одна из учредителей Женской прогрессивной организации (WPO).
Активистка левой Народной прогрессивной партии Гайаны. Организатор одной из первых женских политических организаций в стране.
Одна из трёх первых женщин, избранных членом парламента Британской Гвианы. 
В 1975 году была награждена орденом «Почётная корона Касика» (Cacique Crown of Honor), второй по значимости наградой Гайаны, которой награждаются только тридцать пять живых гайанских граждан.